# Anna Paulowna
Anna Paulowna és un municipi de la província d'Holanda del Nord, al centre-oest dels Països Baixos. L'1 de gener de 2009 tenia 14.183 habitants repartits per una superfície de 78,81 km² (dels quals 4,13 km² corresponen a aigua). Limita al nord amb Den Helder i Wieringen, a l'est amb Wieringermeer i al sud amb Zijpe i Niedorp. Els nuclis de població d'Anna Paulowna són Breezand, Nieuwesluis, Van Ewijcksluis, Wieringerwaard.
El govern municipal d'Anna Anna Paulowna està format per 15 regidors. A partir de les eleccions del 2010 els principals partits eren VVD i CDA, amb 5 regidors cadascun, seguits per PvdA amb 4 regidors i Lijst F.A. Leal amb un. - 1 seat. A les eleccions del novembre de 2011 va canviar el govern.